# はっぴぃママレード。
「はっぴぃママレード。」は、北条晶による日本の4コマ漫画作品。芳文社発行の『まんがタイムファミリー』にて2007年3月号より2010年3月号まで、また同社『まんがタイムスペシャル』にて2007年7月号より2010年1月号まで連載されていた。

## 作品概要
主人公の相羽さなえは36歳人妻子持ちの主婦である。彼女は昔病弱で高校に行けなかった為、高校に通いたいという願いから息子である相羽武史の通う高校に転校してきたのだった。こうしてさなえの女子高生ライフが始まったのであった。

## 登場人物

### 相羽家
相羽さなえ
本編のヒロイン。36歳人妻子持ちの主婦だが、昔病弱だったため高校には行っていないが、自分が高校の時の体操着を持っているため入学はしたものと思われる。そこで息子と同じ高校で同じクラスに転校してくる。
童顔で、学校でも人気があったり制服姿で街を歩いているとナンパされたり、若い子向けの服を着たときは女子高生に間違われることもあるが、私服がオバサンなので私服でクラスメイトと出会っても全く気付いてもらえない。
普段はメガネをかけているが、高校ではコンタクトレンズを着用する。
学校の成績は悪く、夫の丈史に怒られることもしばしば。
体育の授業で昔使っていたブルマを着たり、バレンタインで男女関係無く義理チョコを配ったり、文化祭でメイド服のまま登校するなど浮かれているが、その一方で下校途中に制服姿で夕飯の買い物をしたり、授業中に家計簿をつけたりと家事にも余念がない。また一番好きな人は夫と答えていることから、校内恋愛には興味がないようである。
相羽武史
さなえの息子で16歳の高校1年生。サッカー部所属。
女子高生ライフに浮かれているさなえに歯止めをかけている。
茉莉花のことが気になっているが、お互い不器用なので友達以上恋人未満の状態でなかなか進展していない。
また、母ながら制服姿のさなえも少し気になっている。
2年進級後は、茉莉花や真琴との関係が話の本筋となり実質的な主人公となる。茉莉花への思いをつのらせる一方で、真琴からのアプローチも無下にできずにいたが、バレンタインを機にある決意をする。
相羽丈史
さなえの夫で武史の父親。
女子高生の制服姿のさなえに萌えているようだが、さなえの学校での成績が悪いときはしっかり叱る。
さなえとは、彼女が病気療養していた病院に入院したことで知り合った。当時は骨折などで入退院を繰り返すことが多く、そのことでさなえも彼をよく知るようになった。
相羽千代
相羽家のネコ。17歳。
彼女のトイレはさなえのテストの隠し場所である。

### 学校関係者
大崎茉莉花
さなえや武史と同じクラスのクラス委員。
武史のことが好きだが、暴走気味になることがあり2人の想いはいつもすれ違いになってしまう。
さなえと仲は良いが、武史とさなえが一緒にいるところを見るとつい妬いてしまう。
兄の巧弥がシスコンであることを悩んでおり、武史と一緒にいるところを邪魔されて困っている。
真琴の登場もあり、武史との関係に焦りを感じ始めたところ骨折で入院してしまう。その際、見舞いに来た武史を巧弥が妨害した事がきっかけとなり、自分から武史に想いを伝えようと決意する。
大崎巧弥
茉莉花の兄で高校2年生の生徒会長。
メガネのイケメンで人気があり人望も厚いが、極度のシスコンで茉莉花に近づく悪い虫、特に武史から茉莉花を徹底的にガードする。
なるちゃん
本名不明、作中描写から苗字は三田だと思われる。さなえ達と同じクラスで茉莉花の親友。
茉莉花と武史との関係が上手く行くように、茉莉花を手助けしている。
宮本
さなえや武史のクラスメイト。
武史と茉莉花の関係を冷やかしている。
運悪く いつも見てしまう女子
本名・学年不明。よく華子が保健室でさなえから没収した制服を着ているところ等の、見てはいけないモノを見てしまっている。
江口
さなえ達のクラスの担任。
さなえのことが好きなようで、デートに誘ったり2人っきりでの補習をしようと企んでいるが、なかなか上手く行かない。
吉村華子
保健室の先生で28歳。
さなえが転校してくるまでは校内では人気だったが、その人気をさなえに取られてしまったためさなえのことを疎ましく思っている。
さなえの制服などを没収してこっそり着ているが、さなえよりヒップが大きくて制服のチャックを壊してしまった。しかしスク水を着た時は胸が入らなくて勝ったらしい。
生ビールが好きで、夕食はビールと枝豆だけだったり、プールの授業でビールを飲んで酔いつぶれたこともある。
同じ作者の『眠らぬ森の姫さまたち』にも同じ吉村華子が登場する。
野々宮真琴
さなえ達が2年進級時に登場した新入生。
入学早々ケガをした所を武史が、自身のネクタイで止血して介抱した事から以後何かと武史にアプローチしてくる。
本来の女子制服はリボンタイだが、止血に使った武史のネクタイを着用している。
武史以外のキャラと接する事が少なく、さなえとも1度しか会っていない。その際の感想は(母子が同じ学校に通うなど)「絶対ないわ」とショック気味だった。
バレンタインを機に武史に正式に告白を試みるのだが・・・

## 単行本
まんがタイムコミックスより既刊2巻
1. 2008年5月22日発行 ISBN 978-4-8322-6635-3
2. 2009年3月22日発行 ISBN 978-4-8322-6722-0